# 가격 (일본사)
가격(일본어: 家格 카카쿠[*])이란 일본사에서 어느 씨족 및 가계가 얻은 격식 내지 평가라는 뜻이다. 가격은 신분제가 존재하던 고대에서 현대에 이르기까지 사회 질서의 근본을 맡은 평가 체계이다. 가격은 가문에 대한 평가 자체가 목적이 아니라, 사회 구성원 전체를 계층화하고 특정 씨족의 구성원이 보유한 혈통이나 지위에 따라 서열을 부여함으로써 씨족 간의 지위를 고정화, 계층화시키는 제도였다. 가격이 신분이나 지위 등 여타 서열제도들과 성격을 달리하는 점은 신분이나 지위는 어디까지나 개인에게 귀속되는 것이지만 가격은 가문을 단위로 한다는 점이다.
헤이안 시대 이후 율령제 하에서 위계의 세습이 확대되고, 대두하기 시작한 무사 중심의 무훈에 의한 지위상승 기회도 세습화됨에 따라 가격은 고정화되었다. 센고쿠 시대에 가격 질서가 일시적으로 붕괴했으나 에도 시대가 되자 공가 뿐 아니라 무가에도 가격이 도입되어 가격 체제는 오히려 더욱 성숙해졌다.
가격은 소위 근대화를 이루었다는 메이지 시대 이후에도 황족, 화족, 사족, 평민의 구분이 이루어지는 등 끈질기게 존속하다가 법 앞의 평등에 기반한 일본국 헌법이 시행된 뒤에야 완전히 사라졌다.